# Where the Road Forks
Where the Road Forks è un cortometraggio muto del 1913 diretto da Thomas Ricketts. Di genere drammatico, prodotto dalla Flying A da un soggetto di Anna Lockwood, il film aveva come interpreti Winifred Greenwood, Edward Coxen, George Field, Marian Murray, Albert Cavens, Edith Borella, William Tedmars.

## Trama
Quando Miriam Howell termina la sua formazione musicale, il suo insegnante tiene un recital privato a beneficio di alcuni dei più grandi direttori d'opera del paese. La voce e l'impostazione musicale di Miriam sono meravigliose e la giovane cantante emergente suscita un grande entusiasmo. Le viene offerto un contratto allettante ma le viene anche detto che, per la carriera, dovrà sacrificare la sua vita familiare sull'altare dell'ambizione. Tornata a casa, Templeton, l'uomo che ama, le chiede di sposarlo. Lei chiede del tempo per pensare. Rimasta sola, si addormenta.

Nel sogno, le appare l'Ambizione che la porta nel mondo meraviglioso di una carriera di successo, con gli ammiratori che la circondano, tutti che plaudono, la ricchezza e la celebrità... nel sonno, la sua mano corre verso la penna che le serve per firmare il contratto, ma viene fermata da Cupido che le mostra il suo futuro di moglie e madre. Una donna che più felice non può essere, circondata dall'amore.

Miriam trova impossibile scegliere, ma alla fine chiede: "Mostrami la mia vecchiaia". L'ambizione riprende riluttante: ora Miriam è sola nel suo camerino, la voce se ne sta andando, lei tenta disperatamente di apparire giovane e bella. Durante il concerto, il crollo. A casa, la lettera di licenziamento. L'Ambizione cede il passo a Cupido e lui, con entusiasmo, riprende il filo del suo futuro: una casa, una famiglia, tanti nipotini, serenità e felicità.  Miriam si risveglia dal suo sogno e l'amore al massimo si è risvegliato nel suo cuore. Quando Templeton chiama, Miriam gli dà la sua risposta senza riserve, perché dopo quello che ha visto, conosce il suo futuro migliore.

## Produzione
Il film fu prodotto dall'American Film Manufacturing Company come Flying A.

## Distribuzione
Distribuito dalla Mutual, il film - un cortometraggio in due bobine - uscì nelle sale cinematografiche degli Stati Uniti il 15 dicembre 1913.